# لیندا یزک
لیندا یزک (به انگلیسی: Linda Jezek) (زادهٔ ۱۰ مارس ۱۹۶۰) شناگر اهل ایالات متحده آمریکا است.